# Ailill mac Slánuill
Ailill, figlio di Slánoll (o Oilioll; ... – ...), è stato, secondo la leggenda e la tradizione storica irlandese medievale, re supremo d'Irlanda.
Prese il potere dopo aver ucciso il cugino Berngal. Regnò 12 o 15 o 16 anni, stando alle diverse versioni del Lebor Gabála Érenn (Seathrún Céitinn e Annali dei Quattro Maestri concordano su sedici) prima di essere uccisi da Sírna Sáeglach, un pronipote di Rothechtaid mac Main. Il Lebor Gabála sincronizza il suo regno con quello di Deioce dei Medi (694 al 665 a.C.). Geoffrey Keating data il suo regno dall'831 all'815 a.C., mentre gli Annali dei Quattro Maestri dal 1197 al 1181 a.C.